# اوموروچوکی
اوموروچوکی (به ژاپنی: 鸚鵡籠中記)؛ یکی از منابع تاریخی در مورد دوره گنروکو و حادثه آکو است. این کتاب توسط آساهی شیگه‌آکی یک سامورایی در قلمروی اُواری، در نیمه دوره ادو، اهل ژاپن نوشته شده‌است. آساهی شیگه‌آکی نوشتن دفتر خاطرات روزانه، اوموروچوکی، را از ۱۶۹۱ آغاز کرد و پایان آن ۲۸ سال و هشت ماه بعد در سال مرگ وی ۱۷۱۸ بود. این یادداشت ۳۷ جلد هستند و کلاً بالغ بر ۲ میلیون کلمه می‌شوند.
در سال ۱۹۸۴ پژوهشگر تاریخ اوساکا جیرو کتابی در توضیح و نقد این یادداشت‌ها به عنوان «گنروکو اوتاتامی بوگیو نو نیکی» (
げんろくおたたみぶぎょうのにっき) 『元禄御畳奉行の日記 尾張藩士の見た浮世』 چاپ کرد.